# Дувелтон (Тенеси)
Дувелтон (енгл. Dowelltown) град је у америчкој савезној држави Тенеси.

## Демографија
По попису из 2010. године број становника је 355, што је 53 (17,5%) становника више него 2000. године.
| Група             | 2000.       | 2010.       |
| Белци             | 280 (92,7%) | 319 (89,9%) |
| Афроамериканци    | 10 (3,3%)   | 23 (6,5%)   |
| Азијати           | 0 (0,0%)    | 0 (0,0%)    |
| Хиспаноамериканци | 7 (2,3%)    | 4 (1,1%)    |
| Укупно            | 302         | 355         |